# ریدهم، نورفک
ریدهم (به انگلیسی: Reedham) یک محله مدنی و روستا در بریتانیا است که در Broadland واقع شده‌است. ریدهم ۱۲٫۴۵ کیلومتر مربع مساحت و ۱٬۲۰۷ نفر جمعیت دارد.